# ソウルドロップシリーズ
ソウルドロップシリーズは、上遠野浩平による日本の小説シリーズ。ノン・ノベル（祥伝社）より刊行刊されている。イラストは斎藤岬が担当。
幻冬舎コミックスの漫画雑誌『コミックバーズ』にて、秋吉風鈴の作画による漫画版が連載されていた。

## あらすじ
「生命と同等の価値ある物を盗む」という予告状を送る、正体不明の怪盗・ペイパーカット。それが送られた現場では、必ず誰かが怪死していた。
サーカム保険会社のオプ（調査員）である、伊佐俊一と千条雅人。二人は、政財界に巨大な権力を持つ東澱家を巻き込みながら数々の不可解な事件を巡ってペイパーカットを追い続け、その正体を徐々に明らかにしていく。

## 登場人物
伊佐 俊一（いさ しゅんいち）
サーカム保険会社のオプ（調査員）を務める、元警察官の男性。強い光を直視できないため、普段は紫外線を遮断するサングラスを掛けている。
冷静な思考の持ち主で、極めて優れた洞察力と判断力を併せ持つが、内面の奥深くには義侠心を秘めており、それは彼の行動原理の源ともなっている。正義感が顔を覗かせる場面でも、それに振り回されず冷静沈着に行動できる、極めて優秀な人物。千条雅人とはパートナーなだけでなく、監視や教育役としても行動を共にしている。
視力は、警察官時代に着いていた要人警護で「見てはならない存在」であるペイパーカットを目撃したためで、色も銀に変色している。この直後、サーカムにスカウトされてオプとなり、ペイパーカットが関与したと思われる事件を追跡することとなる。ペイパーカットの存在を知りながら目撃した、唯一の生き証人である。
本作では、主として伊佐の視点から事態の流れを追うこととなる。
千条 雅人（せんじょう まさと）
サーカム保険会社のオプで伊佐のパートナーを務める青年。物腰は柔らかいが相手の心情等は理解せず、また「場の空気を読む」という機微も持ち合わせない、機械的な雰囲気を漂わせている。表情の変化などもほとんどなく、喜怒哀楽を露わにすることも皆無に等しい。
正体はサーカムがペイパーカット追跡のために作り上げた「ロボット探偵」であり、その素体となった人間は伊佐の護衛対象であった女性の弟である。伊佐がペイパーカットを目撃した事件の現場に居合わせ一度は命を失いかけたが、サーカムによって回収され、前頭葉に情報処理チップが埋め込まれ、改造人間としての特性を得る。「ロボット」という名称とは裏腹に、身体の機械部分は脳内チップのみであり、他は生身。一切の感情を持たず、チップを埋め込まれる前の記憶は全て失われているほか、痛覚を感じることが無い。伊佐に「人としての様子」を監督されているのに近い形で、彼と行動と共にしている。
身体能力、情報処理、収集能力は恐ろしく高く、人間の能力を大きく超えた怪力や反射神経、分析能力のほか、榊原弦という不世出の天才武道家のモーションデータが組み込まれている。ただし、そうした能力は脳内チップにより人体の潜在能力（いわゆる火事場の馬鹿力）を任意に発揮できることに由来しており、また肉体的な限界を自らで判断することが出来ないため、戦闘行為などで身体機能をフルに使用した際は「メンテナンス」を受ける必要がある。
自ら感情をもたないことから人間心理の理解は不得手で、多くの人間の心理が関わる事態・事件における推理を行うことは出来ない。全ての普遍情報（その際の人間心理を含む）が出揃った後ならば、ハイテクノロジーの産物であるロジカル・サーキット（論理回路）を起動、リミッター（良心制御）を解除し、あらゆる被害を省みず速やかに事態の解決に全ての能力を発揮することとなる。奈緒瀬は優秀な探偵ではあるが、ロボットであるため性能は使用者に大きく左右されると評価している。
チップの不具合によって機能停止した際、チップによる疑似人格ではない、脳の破壊によって完全に消滅したはずの本来の千条雅人が現れることがある。その状態でペイパーカットに遭遇した際には、千条にはペイパーカットが自分の姉の姿に見えている。
東澱 奈緒瀬（ひがしおり なおせ）
国立大学の女子大生であり、東澱家直系の家系で後継者候補でもある若く美しい女性。華やかな容姿と強い求心力、さらに優秀な頭脳と判断力、行動力を持ち合わせる。東澱の頂点に立つ祖父の久既雄を深く敬愛しており、今生きている人間の中で、久既雄の正体を知るただ一人の人間。祖父の持つ圧倒的なバイタリティに畏敬しながらも、強く惹かれている彼女の行動原理はそれを己のものとすることであり、極めて強い「ゴッドファーザー・コンプレックス」を内在している。
公私の区別が口調や態度でハッキリ現れており、「公」の相手には男言葉で、親しい相手には丁寧な口調で話す。
祖父からの命でペイパーカットの対処を一任され、その足取りを追う初期の段階でサーカムの伊佐と千条に目を付けた彼女は、彼らにコンタクトを計り共同で追跡活動を行うこととなる。
早見 壬敦（はやみ みつる）
しがない私立探偵。対象人物の人生にとって重要な声を幻聴で聞くという特殊能力を持つ。東澱久既雄の孫だが、相続は放棄している。しかし貯金はあるようで探偵の仕事をスローペースでこなしている。かなり調子の良い性格で相手が殺し屋であろうと差別も警戒もせず明るく話しかける。
初対面の伊佐に自分を「ミミさん」、伊佐を「いっさん」と呼び会うよう強引に提案し、それをきっかけに親密な仲となる。
相良 則夫（さがら のりお）
本作において始めに飴屋と関わりを持った人物。不運からバイトをクビになった帰りに事件に巻き込まれ、飴屋と出会う。両親から「負債」として譲り受けたマンションをどうしてよいか分らず、現在は彼女の久美子とそのマンションで同棲中。
沢城 久美子（さわしろ くみこ）
相良の彼女。はっきりとしない性格の則夫に怒りながらも付き合いは続いている。みなもと雫の大ファン。
東澱 久既雄（ひがしおり くきお）
日本を裏から操ると言われる「東澱」の現在の長。奈緒瀬の祖父。怪盗ペイパーカットが自分ではなく影武者を狙ったことで強い興味を抱く。
御厨 千春（みくりや ちはる）
みなもと雫の追悼ライブのスタッフ。メガネとバンダナが特徴の活発な女性。調査に訪れた伊佐と千条の案内役を務める。
釘斗博士（くぎとはかせ）
伊佐の目の診察と、千条の「メンテナンス」を担当する医師。肌が異様に白く、亜麻色の髪は伸び放題で無精ひげだらけの変人ドクター。知識・技術はすごいのだが、自分名義で論文や研究を発表したことが無いため無名の存在。彼の所属する病院は上遠野の他シリーズにも登場している（しずるさんシリーズ、ブギーポップシリーズ『ホーリィ&ゴースト』『ヴァルプルギスの後悔』）。また彼自身は『ヴァルプルギスの後悔』において登場している。
ジェット
追悼ライブに参加するアーティストの一人で、「灰かぶり騎士団」というバンドのメンバー。彼の名前もしずるさんシリーズで見ることが出来る。
石川 謙一（いしかわ けんいち）
一見何の特徴も無い中年の男だが「始末屋」として裏の世界で暗躍する凄腕の殺し屋。数年前に自分を見捨てた弟子のことを今でも引きずっている。
偕矢 亮平（かいや りょうへい）
ギタリスト。みなもと雫のバックバンドを担当していたが彼女の死後、突如音楽活動を休止する。追悼ライブには参加していない。
寺月 恭一郎（てらづき きょういちろう）
巨大企業MCEの社長。本作品中では故人。追悼ライブの会場である「パラディン・オートリアム」はMCE系列の企業所有の建物の一つ。
楢崎 不二子（ならさき ふじこ）
ブギーポップシリーズ『ジンクスショップへようこそ』の登場人物の一人。奈緒瀬の電話の話し相手として名前だけ登場。
みなもと 雫（みなもと しずく）
数年前他界した伝説の国民的歌手、シンガーソングライター。高いカリスマ性を持ち、死後もその影響力は根強く残っており、ファンやスタッフからは「神さま」と呼ばれている。彼女が作る曲、歌の影響力は尋常なものではなく、それは才能も情熱も持っていた他の歌手達を打ちのめし、「決して適わない」と思わせてしまう“毒”ともなってしまう。そういったアーティスト達はまた彼女に心酔し、傾倒していくが、時折それに立ち向かおうとする姿勢を見せる人間も存在している。なお、彼女の遺した詩は上遠野の他作品でも見ることが出来る。
飴屋（あめや）
サーカム保険会社からペイパーカットと呼ばれている謎の人物。飴屋は自称で、名乗る際に菓子を一瞥しているため、由来はそれであると思われる。見る人によって性別や年齢などの外観がまったく異なり（ペイパーカット現象）、複数人の証言を付き合わせることで出現を確認できる。
シリーズを通し共通して登場する姿では、銀髪の青年の姿であることが多い。ただしこの姿（本人曰く「銀色」）で目撃することが出来る人間も限られており、飴屋本人の言葉では「自らの大切なものを自らの意志で見ることが出来るもの」でなくてはならない。紙切れを常に持ち歩いているほか、大金や花束など状況に応じて必要な物品を持って現れ、警備の行き届いた空間でも神出鬼没に現れる。千条の姉曰く「それが入ってくるのを止められるのは、この世のどこにもいない」。
その正体は同作者のブギーポップシリーズに登場する“天から降りてきた者たち”の一人である。

## 用語
ペイパーカット現象
怪盗ペイパーカットが現れたと推測される現場で生じる複数の現象のこと。代表的なものは以下の2点。
1. 予告状を贈られた者がキャビネッセンスを盗まれ、死亡する。ただしこれはサーカムが把握している範囲のものであり、劇中では他に様々な現象が生じている。
2. ペイパーカットの姿が観測者によってまったく性別・年齢などの外見が異なってみえる。例えばある者には老婆にみえていても、他の者には青年にみえたりする。この外見は観測者自身のキャビネッセンスに依存し、「キャビネッセンスに関係した人物にみえる」「キャビネッセンスが違うものに変化した後は違った外見にみえる」といったことも生じる。例外として、キャビネッセンスが人物である場合は共通して銀髪の男に見える。

キャビネッセンス
ペイパーカットが“生命と同等の価値のあるもの”と称し、追い求めているもの。キャビネッセンスは人によって様々であり、当人の心の変化に応じて違うものに変化することもある。『クリプトマスクの擬死工作』で舟曳沙遊里は、「意志」がそれを指しているのではないかと推測している。

## 既刊一覧

### 小説
- 上遠野浩平（著） / 斎藤岬（イラスト）、祥伝社〈ノン・ノベル〉、既刊7巻（2012年11月30日現在）
  - 『ソウルドロップ ソウルドロップの幽体研究』2004年8月27日発売、ISBN 4-396-20785-9
  - 『ソウルドロップ奇音録 メモリアノイズの流転現象』2005年10月11日発売、ISBN 4-396-20805-7
  - 『ソウルドロップ虜因録 メイズプリズンの迷宮回帰』2006年10月30日発売、ISBN 4-396-20823-5
  - 『ソウルドロップ彷徨録 トポロシャドゥの喪失証明』2008年2月6日発売、ISBN 978-4-396-20841-7
  - 『ソウルドロップ巡礼録 クリプトマスクの擬死工作』2010年2月8日発売、ISBN 978-4-396-20872-1
  - 『ソウルドロップ幻戯録 アウトギャップの無限試算』2011年7月30日発売、ISBN 978-4-396-20890-5
  - 『ソウルドロップ孤影録 コギトピノキオの遠隔思考』2012年11月30日発売、ISBN 978-4-396-21003-8

### 漫画
ソウルドロップの幽体研究
- 上遠野浩平（原作） / 秋吉風鈴（作画） 『ソウルドロップの幽体研究』 幻冬舎コミックス〈バーズコミックス〉、全3巻
  1. 2005年12月24日発売、ISBN 4-344-80675-1
  2. 2006年7月24日発売、ISBN 4-344-80783-9
  3. 2006年12月22日発売、ISBN 4-344-80884-3
- 上遠野浩平（原作） / 秋吉風鈴（作画） 『ソウルドロップの幽体研究 スペシャル版』 幻冬舎コミックス〈バーズコミックス スペシャル〉、全2巻
  1. 上、2015年5月23日発売、ISBN 978-4-344-83424-8
  2. 下、2015年5月23日発売、ISBN 978-4-344-83425-5

メモリアノイズの流転現象
- 上遠野浩平（原作） / 秋吉風鈴（作画） 『メモリアノイズの流転現象』 幻冬舎コミックス〈バーズコミックス〉、全3巻
  1. 2007年8月24日発売、ISBN 978-4-344-81055-6
  2. 2008年2月23日発売、ISBN 978-4-344-81219-2
  3. 2008年8月23日発売、ISBN 978-4-344-81395-3
- 上遠野浩平（原作） / 秋吉風鈴（作画） 『メモリアノイズの流転現象 スペシャル版』 幻冬舎コミックス〈バーズコミックス スペシャル〉、全2巻
  1. 上、2015年6月24日発売、ISBN 978-4-344-83461-3
  2. 下、2015年6月24日発売、ISBN 978-4-344-83462-0